# Ryan Ross
George Ryan Ross III (Summerlin (Nevada), 30 augustus 1986) is een Amerikaans gitarist, singer-songwriter en voormalig lid van de rockband Panic! at the Disco.
Samen met drummer Spencer Smith en bassist Brent Wilson, richtte hij de band Pat Salamander op. Daarna werd zanger Brendon Urie toegevoegd en veranderde de naam naar Panic! at the Disco. Aanvankelijk zou hij de zanger van de band worden, maar na het horen van Brendon werd deze aangesteld als zanger.
Op 6 juli 2009 maakte Ross bekend dat zowel hij als bassist Jon Walker de band zouden verlaten, omdat er onenigheden waren met de andere leden. Zij hebben samen een nieuwe band opgericht genaamd The Young Veins.